# Lången (Timmersdala socken, Västergötland)
Lången är en sjö i Skövde kommun i Västergötland och ingår i Göta älvs huvudavrinningsområde. Sjön är 8 meter djup, har en yta på 2,86 kvadratkilometer och befinner sig 64 meter över havet. Sjön avvattnas av vattendraget Kräftån. Vid provfiske har en stor mängd fiskarter fångats, bland annat abborre, braxen, gers och gädda.

## Delavrinningsområde
Lången ingår i det delavrinningsområde (648838-137798) som SMHI kallar för Utloppet av Lången. Medelhöjden är 106 meter över havet och ytan är 38,54 kvadratkilometer. Det finns ett delavrinningsområde uppströms, och räknas det in blir den ackumulerade arean 68,86 kvadratkilometer. Kräftån som avvattnar avrinningsområdet har biflödesordning 3, vilket innebär att vattnet flödar genom totalt 3 vattendrag innan det når havet efter 235 kilometer. Delavrinningsområdet består mestadels av skog (48 %) och jordbruk (31 %). Avrinningsområdet har 3,22 kvadratkilometer vattenytor vilket ger det en sjöprocent på 8,4 %. Bebyggelsen i området täcker en yta av 1,07 kvadratkilometer eller 3 % av avrinningsområdet.

## Fisk
Vid provfiske har följande fisk fångats i sjön:
- Abborre
- Braxen
- Gärs
- Gädda
- Gös
- Karpfisk obestämd
- Löja
- Mört
- Ruda
- Sarv
- Sutare